# طوم هاينمان
طوم هاينمان (بالإنجليزية: Tom Heinemann)‏ (23 أبريل 1987 بسانت لويس في الولايات المتحدة - ) هو لاعب كرة قدم أمريكي في مركز الهجوم. لعب مع فانكوفر وايتكابس وكولومبوس كرو ونادي شمال كارولاينا وTampa Bay Rowdies ‏ وتشارلستون بيتري وSt. Louis Lions ‏ وأوتاوا فيوري ونادي بان.

## وصلات خارجية
- طوم هاينمان على موقع الدوري الأمريكي (الإنجليزية)
- طوم هاينمان على موقع قاعدة بيانات كرة القدم.إي يو (الإنجليزية)
- طوم هاينمان على موقع Soccerway.com (الإنجليزية)